# Emmanuelle Clément
Emmanuelle (Manu) Clément (ca. 1997) is een Franse motorsporter. Ze rijdt als bakkenist in het zijspanracen. In 2022 werd ze, na Kirsi Kainulainen in 2016, de tweede vrouwelijke wereldkampioen in het wegracen. Clément is de derde Franse wereldkampioen zijspanracen, alle drie met een Engelse partner. De anderen zijn coureur Alain Michel met bakkenist Simon Birchall in 1990 en bakkenist Grégory Cluze met Tim Reeves in 2014. In 2023 werd en Clément opnieuw wereldkampioen, weer met coureur Todd Ellis.
Clément reed in 2015 voor het eerst in een zijspan, en reed in 2016 heuvelklim-wedstrijden als bakkenist van Jérôme Autajon.

## 2017
In 2017 nam Clément voor het eerst deel aan zijspanraces, toen ze tijdens de Franse FSBK kampioenschappen de geblesseerde Kevin Rousseau verving als bakkenist van regerend Frans kampioen Sébastien Delannoy bij de races in Nogaro, Lédenon en Pau-Arnos. In Lédenon en Pau-Amos won het team beide races terwijl het in Lédenon tweemaal tweede werd. Met zijn bakkenisten Rousseau en Clément werd Delannoy dat seizoen voor de vierde maal Frans kampioen in de 1000 cc zijspanklasse. Later dat seizoen viel Clément ook in als bakkenist bij Manuel Moreau op Circuit Magny-Cours waar ze de eerste race wonnen, en op Circuit Carole in Tremblay-en-France waar ze in de tweede race als tweede eindigden.
Clément reed ook test- en trainingsritten als bakkeniste van Estelle Leblond, die in 2016 Frans kampioene was in de Formule 2-Zijspanraceklasse.

## 2018
Tijdens de eerste ronde van de FSBK-F1 races reed Clément de tweede race op het circuit van Le Mans weer als bakkenist van Manuel Moreau, wiens vaste bakkenist, de belg Jonathan Brichard, bij de training uit de bak viel en zijn teen brak. Tijdens de derde ronde op Magny Cours, verving Clément nogmaals Rousseau als bakkenist van regerend Frans kampioen Sébastien Delannoy; ze wonnen beide races, en Delannoy werd in 2018 voor de vijfde maal Frans kampioen.

## 2019
In 2019 reed Clément het WK met Paul Leglise, en eindigde op de negende plaats. Bij de FSBK-F1 races in Frankrijk eindigde het duo als elfde.
 In 2019 reed Clément met de Britse coureur Scott Lawrie ook in de 1000 cc klasse van het Duitse IDM kampioenschap.

## 2020
In het coronaseizoen 2020 was Clément de vaste bakkeniste van de Finse vijfvoudig wereldkampioen Pekka Päivärinta, maar er werden minder wedstrijden gereden en het WK werd geannuleerd. In het IDM eindigden ze op de vijfde plek. en in de ‘International Sidecar SuperPrix 2020’ eindigden ze als negende. Päivärinta en Clément namen in 2020 niet deel aan de FSBK-F1 races in Frankrijk.

## 2021
WK 2021
Clément begon het seizoen 2021 als bakkenist van Bennie Streuer, die op een Adolf RS-Yamaha reed voor het Duitse Bonovo Action team. Met Steuer nam ze op 27 en 28 maart 2021 deel aan de eerste ronde van de FSBK-F1 races op het circuit van Le Mans in Frankrijk, waar ze de eerste race wonnen, en in de tweede race als tweede eindigden achter hun teamgenoten Reeves en Rousseau., Op 9 april 2021 crashten Streuer en Clément tijdens een testrit in Oschersleben. Streuer raakte geblesseerd en zou 6 tot 12 maanden moeten revalideren. Clément, die ongedeerd bleef, werd bakkenist van Todd Ellis, Brits kampioen van 2019. Het team eindigde als tweede in de eindstand van het WK achter het Zwitserse duo Markus Schlosser en Marcel Fries.
Brits Kampioenschap 2021
In het Molson Group RKB British F1 Sidecar Championship 2021 eindigden Ellis en Clement als 4e, achter Ben en Tom Birchall (1e), Lewis Blackstock en Paddy Rosney (2e) en John Holden en Jason Pitt (3e).
IDM en FSBK 2021
Ellis en Clément namen in 2021 niet deel aan het IDM of de FSBK-F1 races in Frankrijk. Wel namen ze, buiten mededinging, deel aan de IDM races op de Red Bull Ring in Oostenrijk, waar ze beide races wonnen.

## 2022
Brits Kampioenschap 2022
Bij de races voor het Molson Group RKB British F1 Sidecar Championship 2022 wonnen Ellis en Clément de eerste 11 races waar ze aan deelnamen (ze misten de tweede ronde, op circuit Knockhill, die samenviel met de WK races op de Pannónia-Ring). Ze wonnen daarna tijdens de zevende ronde op Snetterton nog de tweede race, maar misten de achtste ronde op Donington Park, die samenviel met de WK races in Oschersleben. Tijdens de negende en laatste ronde op Brands Hatch op 15 en 16 oktober 2022 waren resp. een derde en een tweede plek voldoende om Brits kampioen te worden.
WK 2022
Ellis en Clément wonnen het WK 2022 voor het Zwitserse duo Markus Schlosser en Marcel Fries. Ze wonnen 9 van de 16 races (Schlosser en Fries wonnen er 3) en werden op 30 oktober 2022 op het Circuit van Estoril wereldkampioen.
IDM en FSBK 2022
Ellis en Clément namen in 2022 niet deel aan het IDM of aan de FSBK-F1 races.

## 2023
Brits Kampioenschap 2023
Bij de races voor het RKB British F1 Sidecar Championship 2023 wonnen Ellis en Clément alle 12 races waar ze aan deelnamen (ze misten de 3 races van de vierde ronde op Cadwell Park, die samenviel met de WK races op de Red Bull Ring. Op 15 oktober 2023 prolongeerden Ellis en Clément op Brands Hatch hun Britse titel.
WK 2023
Ellis en Clément prolongeerden ook hun wereldtitel in WK 2023 voor Ben en Tom Birchall die als tweede aindigden. Ellis en Clément wonnen 5 van de 14 races en behaalden punten in iedere race. Ze werden op 29 oktober 2023 op het Circuit van Estoril wereldkampioen.
IDM en FSBK 2023
Ellis en Clément namen in 2023 niet deel aan het IDM of aan de FSBK-F1 races.

## Resultaten
2017: Frans kampioenschap zijspanrace (met Sébastien Delannoy)

 2021: Wereldkampioenschap zijspanrace (met Todd Ellis)

 2022: Wereldkampioenschap zijspanrace (met Ellis)

 2022: Britse F1-zijspan kampioenschap (met Ellis)

 2023: Wereldkampioenschap zijspanrace (met Ellis)

 2023: Britse F1-zijspan kampioenschap (met Ellis)